# 틱시

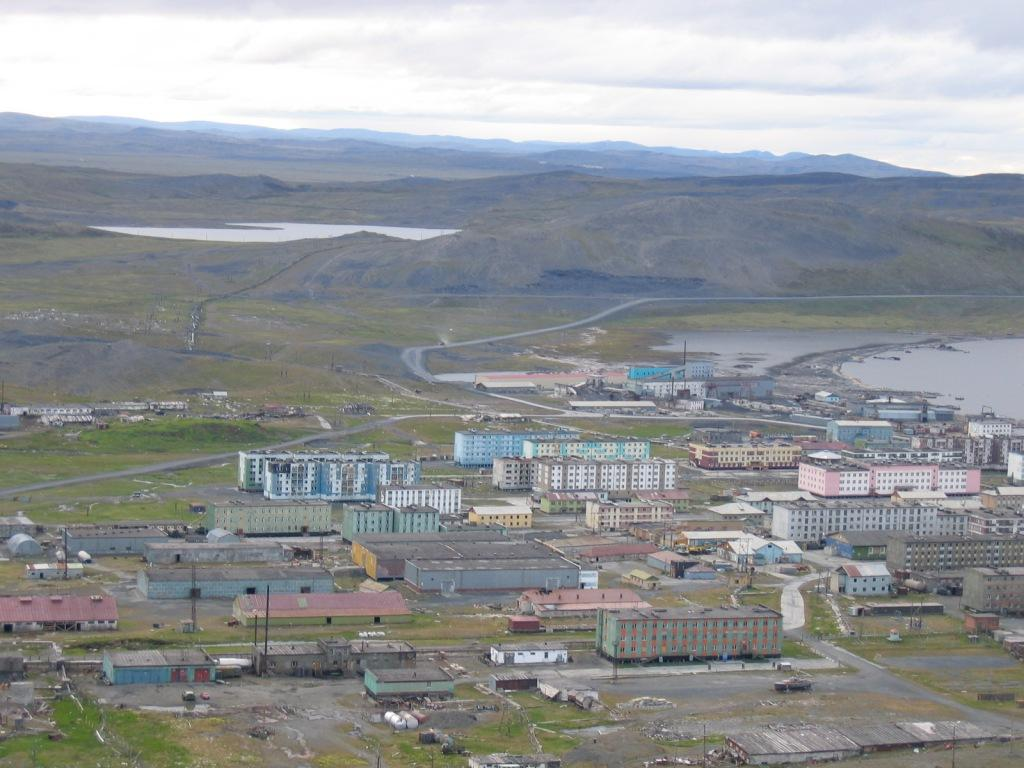
틱시의 풍경

틱시(러시아어: Тикси, 야쿠트어: Тиксии, 문화어: 찍씨)는 사하 공화국의 항구로, 북극해에 있는 마을이다. 2010년 러시아 인구조사(Russian Census 2010)에 의하면, 틱시의 인구는 5,063명이다.